# Puhuruhuru patersoni
Puhuruhuru patersoni är en kräftdjursart som först beskrevs av Knud Hensch Stephensen 1938.  Puhuruhuru patersoni ingår i släktet Puhuruhuru och familjen tångloppor. Inga underarter finns listade i Catalogue of Life.